# 德拉庫利亞河
德拉庫利亞河（烏克蘭語：Дракуля），是烏克蘭的河流，位於該國西南部，屬於多瑙河的左支流，發源自普洛齊克附近，流經敖德薩州，河道全長52公里。